# كاثرين مايبرا
كاثرين مايبرا (بالإنجليزية: Catherine Meyburgh)‏، هي مُخرجة وكاتبة سيناريو جنوب أفريقية.

## أعمالها

### المونتاج
- 1988 - «تمرد الفضاء» (بالإنجليزية: Space Mutiny)‏.
- 2000 - «الغوغوليتو السبعة» (بالإنجليزية: The Guguletu Seven)‏.
- 2006 - «خطوط القلب» (بالإنجليزية: Heartlines)‏.
- 2006 - (بالإنجليزية: Angola: Saudades from the One who Loves You)‏.
- 2008 - «غوغو وأنديلا» (بالإنجليزية: Gugu and Andile)‏.
- 2012 - «مذاق المطر» (بالإنجليزية: Taste of Rain)‏.
- 2013 - «نيلسون مانديلا: أنا والأسطورة» (بالإنجليزية: Nelson Mandela: The Myth and Me)‏.
- 2018 - «الموت من أجل الذهب» (بالإنجليزية: Dying for Gold)‏.

### الإخراج
- 2009 - «كنتريدج ودوماس في محادثة» (بالإنجليزية: Kentridge and Dumas in Conversation)‏.
- 2018 - «الموت من أجل الذهب» (بالإنجليزية: Dying for Gold)‏.

## روابط خارجية
كاثرين مايبرا على موقع IMDb (الإنجليزية)
- كاثرين مايبرا على موقع قاعدة بيانات الفيلم (الإنجليزية)